# Samuel Le Bihan

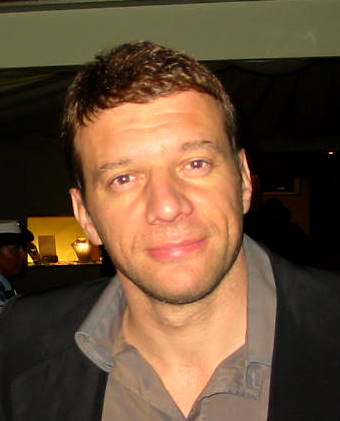
Samuel Le Bihan (2005)

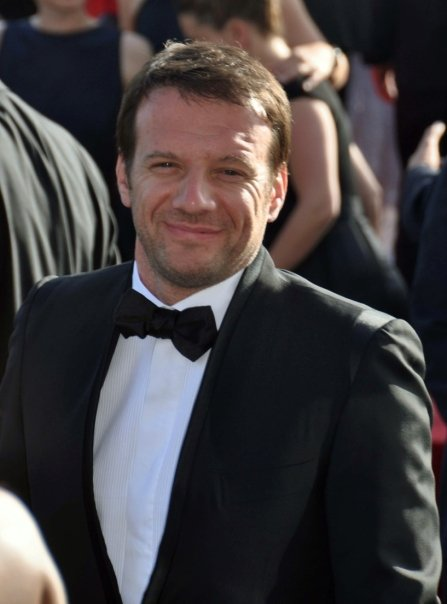
Le Bihan bei den Internationalen Filmfestspielen von Cannes 2009

Samuel Le Bihan (* 2. November 1965 in Avranches) ist ein französischer Schauspieler.

## Leben
Samuel Le Bihan absolvierte die Rue Blanche Theaterschule und das Conservatoire national supérieur d’art dramatique. Seine erste größere Rolle hatte Le Bihan 1991 in Schmutziger Engel. Seinen Durchbruch schaffte er 1994 in Krzysztof Kieślowskis Drei Farben: Rot. Von 1995 bis 1997 war Le Bihan Ensemblemitglied am Nationaltheater Comédie-Française. Im Jahr 1997 wurde Samuel Le Bihan für seine Rolle in Hauptmann Conan und die Wölfe des Krieges für einen César als Bester Nachwuchsdarsteller nominiert. Zwei Jahre später wurde Le Bihan mit dem renommierten Jean-Gabin-Preis ausgezeichnet. An der Seite von Vincent Cassel und Monica Bellucci spielte er 2001 in Pakt der Wölfe, einer freien Verfilmung der Geschichte um die Bestie des Gévaudan. Im Jahr 2002 war Le Bihan neben Audrey Tautou in Wahnsinnig verliebt zu sehen.

## Filmografie (Auswahl)
- 1991: Schmutziger Engel (Sale comme un ange)
- 1994: Drei Farben: Rot (Trois couleurs: Rouge)
- 1995: Eine französische Frau
- 1996: Hauptmann Conan und die Wölfe des Krieges (Capitaine Conan)
- 1997: Le Cousin – Gefährliches Wissen (Le Cousin)
- 1999: Schöne Venus (Vénus Beauté (Institut))
- 2000: Jet Set
- 2001: Pakt der Wölfe (Le Pacte des loups)
- 2002: Der Kodex (La Mentale)
- 2002: Wahnsinnig verliebt (À la folie… pas du tout)
- 2002: Eine ganz private Affäre (Une affaire privée)
- 2003: Les clefs de bagnole
- 2004: The Bridge of San Luis Rey
- 2005: The Last Sign
- 2007: Frontier(s) – Kennst du deine Schmerzgrenze? (Frontière(s))
- 2007: Des poupees et des anges
- 2008: Public Enemy No. 1 – Todestrieb (L’Ennemi public n° 1)
- 2009–2011: Braquo (Fernsehserie, 10 Folgen)
- 2011: Hinterhalt in Afghanistan (Le piège afghan)
- 2014: Schlussetappe (La dernière échappée)
- 2020: They Were Ten (Ils étaient dix) (Fernsehserie, 6 Folgen)
- 2023: The Deep Dark (Gueules noires)